# 세비야 대성당
세비야 대성당(Catedral de Santa María de la Sede)은 스페인 안달루시아 세비야에 있는 로마 가톨릭 대성당이다. 1987년 UNESCO에 의해 세계문화유산으로 지정되었으며, 스페인의 주교좌 성당이기도 하다. 세비야 대성당은 세계에서 10번째로 거대한 성당이며, 가장 거대한 규모의 고딕 양식 성당이다.
16세기 완공된 이후, 세비야 대성당은 수 천년 동안 가장 거대한 성당이라는 명예를 지니고 있던 아야 소피아를 제치고 세계에서 가장 거대한 성당으로 떠올랐다. 대성당은 11,520평방 미터의 면적을 차지하며, 고딕 양식으로 지어진 부분의 길이는 약 126m, 너비는 약 76m이며, 그리고 첨탑의 최고 높이는 42m이다. 특히 세비야 대성당의 종탑인 히랄다 탑은 104.5m의 높이를 자랑하기도 한다.
세비야 대성당은 1478년에 페르난도 2세와 이사벨 여왕의 유일한 아들이었던 아라곤의 후안 왕자가 세례를 받은 곳이기도 하며, 카스티야의 페르난도 3세, 알폰소 10세와 같은 군주들의 유해를 안치하고 있기도 하다. 추기경의 경우에는 후안 드 세르반테스 추기경, 페드로 곤잘레즈 데 멘도자 추기경 등이 묻혀있으며, 유명한 모험가 크리스토퍼 콜럼버스와 그의 맏아들 디에고 콜럼버스도 이 곳에 유해가 안치되어 있다.

## 역사

### 이슬람 모스크
1172년, 스페인 지방이 이슬람교도들에 의해 지배받고 있던 시절, 무와히드 칼리파조의 아부 야쿠브 유수프 칼리프는 도시의 남쪽 끝에 새로운 모스크를 지을 것을 명하였다. 새로운 모스크는 1182년 축성되었으나, 1198년이 되어서야 완공되었다. 이 새 모스크는 옛 이슬람 지배자였던 우마르 이븐 아다바스가 지었던 옛 모스크를 대신하여 도시의 상징으로 떠올랐으며, 참고로 현재 이 옛 모스크가 있던 자리에는 교회당이 자리잡고 있다. 새 모스크는 도시의 알카사르에 더 가까이 인접해있어 군주와 그 가족들이 더 찾기 쉬운 위치에 있었으며, 당시 저명한 건축가 아흐메드 반 바소에 의하여 설계되었다. 건물은 길이 113m, 너비 135m의 직육면체 건물이었으며, 미나렛과 부속 건물들을 포함하여 약 15,000평방 미터의 면적을 차지했다. 건물에는 17개의 통로가 남쪽으로 뻗어있었고, 특히 이슬람의 성지 메카를 가리키는 방향과는 수직의 형태를 띠고 있었다.

### 기독교 모스크
페르난도 3세가 세비야를 탈환한 직후, 옛 이슬람 모스크는 곧바로 성당으로 그 용도가 전환되었다. 모스크의 내부는 성당의 용도에 맞게 제단이 설치되고 기독교 성물들이 모셔지는 등 크게 리모델링되었으며, 내부 공간에는 거대한 벽들이 설치되어 구획이 나누어졌으며, 크게 공간을 북쪽과 남쪽 벽으로 인하여 몇 칸으로 나뉘게 되었다. 모스크의 동쪽 절반은 거의 왕실 전용 예배당으로 쓰였으며, 후에 이 예배당에 페르난도 3세와 그의 가족들, 알폰소 10세 등의 유해들이 안치되었다.

### 고딕 대성당

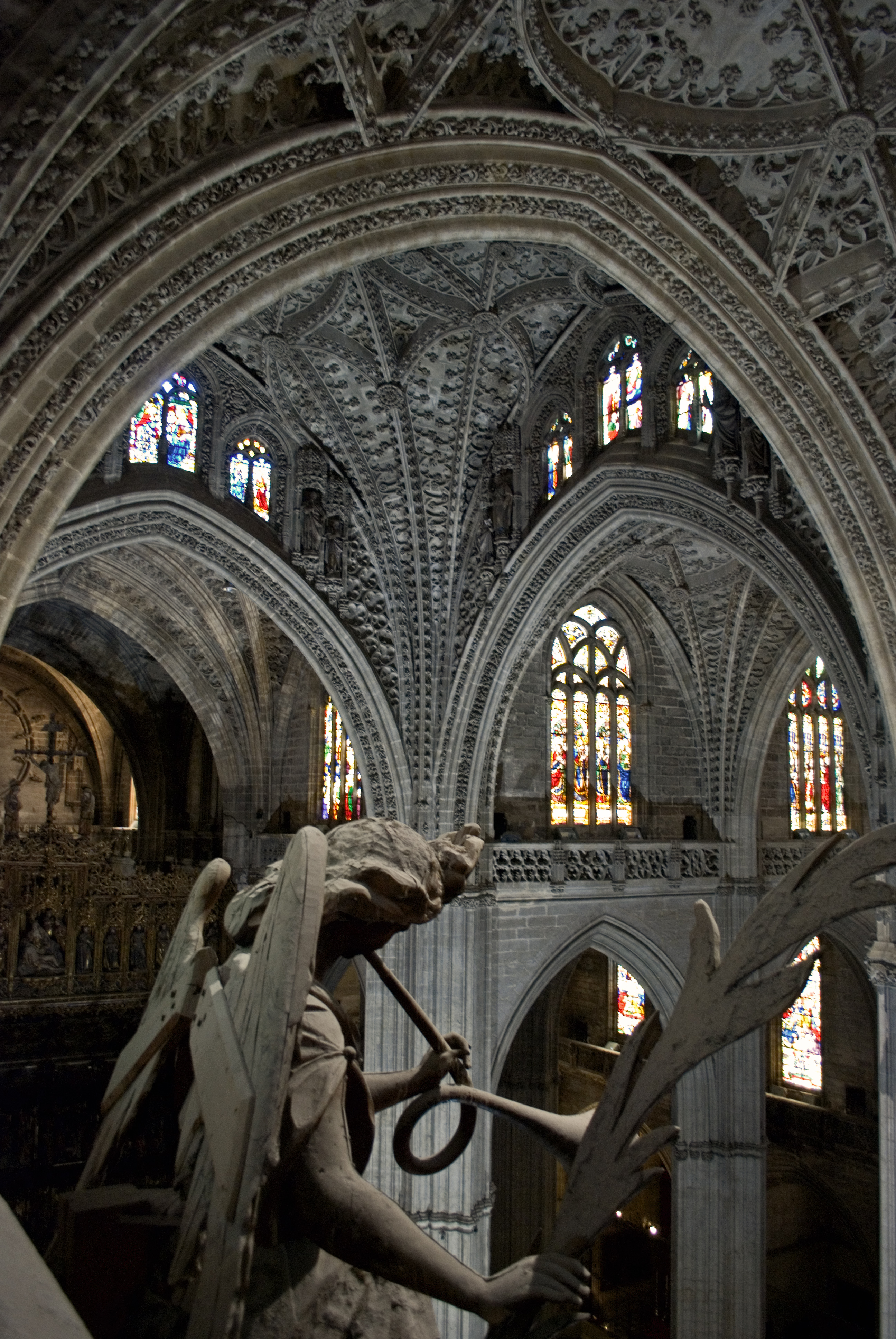
세비야 대성당 내부

세비야 대성당은 1248년의 레콩키스타 이후 스페인의 주요 무역소로 새로이 떠오른 세비야의 부를 과시하기 위해 세워졌다. 1401년 7월, 도시의 지도자들은 이슬람의 상징인 모스크가 기독교 도시 가운데에 버티고 있는 것은 옳지 못하다고 보고, 도시의 영광을 상징할 새로운 대성당을 짓기로 결정하였다. 구전에 의하면, 당시 성당의 성직자가"Hagamos una Iglesia tan hermosa y tan grandiosa que los que la vieren labrada nos tengan por locos"라고 말했다고 한다. 이는 우리말로 풀이하면 "새로운 대성당을 엄청나게 아름답고 영광스럽게 만들어서, 완성된 대성당을 본 사람들이 우리를 미쳤다고 생각할 정도로 만듭시다"라는 뜻이다. 이후 1401년에 공사가 시작되었고, 작업은 1506년까지 지속되었다. 추기경단들은 그들의 봉급의 절반을 털어 건축가들에게 지급하는 등 기부 행렬이 뒤따랐고, 그 외에도 스테인드글라스 장인들, 예술가들, 석공들, 조각가들에 대한 봉급들도 상당 부분 기부로 의하여 충당되었다. 다만 1430년대에 왕실이 옛 모스크에 있던 왕실 전용 예배당을 철거하는 것에 대해 꺼리는 모습을 보이며 잠시 핵심 공사가 유보되는 어려움을 겪기도 하였다. 1434년에 후안 2세가 예배당에 모셔져 있던 왕실 유해를 임시로 만든 안치소에 한시적으로 모시는 것을 허락하며 다시 공사가 재개되었다.
1511년, 대성당이 완공된 지 5년 후에 대성당의 채광용 랜턴이 무너져 잠시 예배가 중단되었다. 이후 1888년에 장식이 무너져 보수 공사를 가졌고, 이 때 이러진 돔 개축 공사는 1903년까지 계속되었다. 참고로 1888년에 일어난 붕괴 사고로 인하여 지진으로 일어났으며, 이로 인하여 그 아래에 있는 대다수의 '귀중한 성물'들이 소실되고 말았다.

## 건물
세비야 대성당은 스페인 전체에서 가장 긴 신랑(身廊)을 갖고 있다. 중앙 신랑은 약 42m의 높이를 가지고 있다. 성당 내부에서 가장 주목할 만한 요소는 거대한 직육면체 모양의 성가대석 통로인데, 이는 신랑의 중앙 부분을 가득 채우고 있다. 또한 예수의 생애를 묘사한 고딕 양식의 레타블로(retablo)가 성당을 꾸미고 있으며, 이 레타블로는 피에르 당카트라는 이름의 예술가 혼자 만들어낸 걸작이다.
대성당의 건축가들은 옛 모스크의 일부를 남겨놓았다. 옛 모스크의 안뜰은 이슬람 통치기에는 교도들이 예배에 들어가기 전, 마음과 몸을 청결히 한다는 의미에서 손과 발을 씻는 공간이었는데, 현재 대성당에서는 '파티오 데 로스 나란조스'라는 이름의 정원으로 재단장하여 관람객들을 맞고 있다. 이 정원에는 분수와 오렌지 나무들이 있다. 정원에서 가장 유명한 건축물은 옛 모스크의 미나렛인데, 이 미나렛의 이름은 라 히랄다(La Giralda)로 현재 세비야에서 가장 유명한 랜드마크들 중 하나이다.

## 히랄다 탑
히랄다 탑
- 히랄다 탑
- 히랄다 탑 전경

히랄다 탑(Giralda)은 세비야 대성당의 종탑이다. 히랄다 탑의 높이는 약 105m이며, 탑의 기반은 해수면 위 약 7.0m 위에 위치하고 있다. 각 기단부의 한 면 길이는 약 13m이다. 히랄다 탑은 옛 이슬람 모스크의 미나렛으로 처음 지어졌다. 이 탑은 모로코의 코우토우비아 모스크의 미나렛과 유사한 디자인으로 지어졌으며, 레콩키스타 이후 미나렛에서 대성당의 종탑으로 그 용도가 바뀌었다. 다만 맨 꼭대기 층은 르네상스 양식으로 다시 지어졌다. 1987년 유네스코 세계문화유산으로 지정되었으며, 중세 유럽의 도시의 모습을 가장 잘 간직하고 있다는 평을 듣는다. 히랄다 탑의 건축은 1184년에 아흐메드 반 바소의 감독 하에 지어졌으며, 한 이슬람 연대기의 기록에 의하면 1198년 3월 10일에 4개의 거대한 청동 종을 세우면서 완공되었다고 한다. 16세기에 종루가 새롭게 건설되었으며, 종루 꼭대기에는 기독교 신앙의 승리를 기념하기 위해 세운 엘 히라딜로(El Giraldillo)라는 이름의 석상이 세워져 있다.

## 문
세비야 대성당은 총 4개의 파사드를 가지고 있으며, 이 4개의 파사드들에는 모두 합쳐 15개의 문들이 있다.

### 서쪽 파사드
세례의 문 - 세례의 문은 15세기 만들어졌으며, 예수가 세례받는 모습을 묘사한 장식으로 꾸며져 있다. 영국의 조각가 로렌조 메카단테에 의하여 만들어졌으며, 석조 창살로 장식된 고딕 양식의 뾰족한 아치볼트(문 위의 아치형 장식)가 위에 만들어져 있다. 세비야의 이시도르, 세비야의 리안더와 그 여동생들의 모습, 그리고 페드로 밀란이 조각해 넣은 천사들과 예언자들의 조각들이 새겨져 있기도 하다.
주 문 - 주 문은 서쪽 파사드의 한 가운데에 위치하고 있으며, 정교하게 장식되어 있으며 보존 상태도 양호하다. 1877년과 1898년 사이에 성모 마리아가 승천하는 모습을 이 문에 새겨넣었다.

### 남쪽 파사드
성 크리스토퍼의 문 - 아돌포 페르난데즈 카사노바에 의하여 디자인 되었으며, 1917년에 완공되었다. 이 문 앞에 히랄다 탑의 꼭대기에 세워져 있는 석상인 히라딜로의 모형이 세워져 있다.

### 북쪽 파사드
인식의 문 - 오렌지 정원으로 통하며, 축제날을 제외하고는 대부분 닫혀있다. 데메트리오 데 로스 리오스에 의하여 설계되었으며, 1895년에 아돌포 페르난데즈 카사노바에 의하여 완성되었다. 건물과 조화롭게 어우러지게 하기 위하여 일부러 고딕 양식으로 지었다.
도마뱀의 문 - 문 천장에 매달려 있는 박제 악어에서 그 이름을 따왔다.
성소의 문 - 대성당의 성소로 통한다. 17세기 말엽에 페드로 산체스 팔코네테에 의하여 설계되었으며, 페르난드 3세, 세비야의 성인들을 묘사한 조각들이 얹혀진 코린토스 양식의 기둥들에 의해 장식되어있다.
용서의 문 - 용서의 문은 옛 모스크 시절부터 존재했던 문으로, 이 문은 대성당 내부가 아닌 다른 건물로 통한다. 16세기에는 화려한 테라코타 장식들로 꾸며져 있었다고 전한다.

### 동쪽 파사드
막대기의 문 - 1548년 로프 마린이 만든 조각품들로 장식되었다. '막대기'라는 이름의 어원은 문 주변부를 대성당의 타 부분들과 구획짓는 나무 난간들 때문에 그렇다.
종들의 문 - 공사 당시 이 곳에 인부들을 불러모으기 위한 종이 설치되어 있었기에 종들의 문이라는 이름이 붙었다. 1548년 로프 마린이 만든 조각상들이 있다. 조각상들의 주요 주제는 예수가 예루살렘으로 들어간 모습을 르네상스식으로 묘사한 것이다.

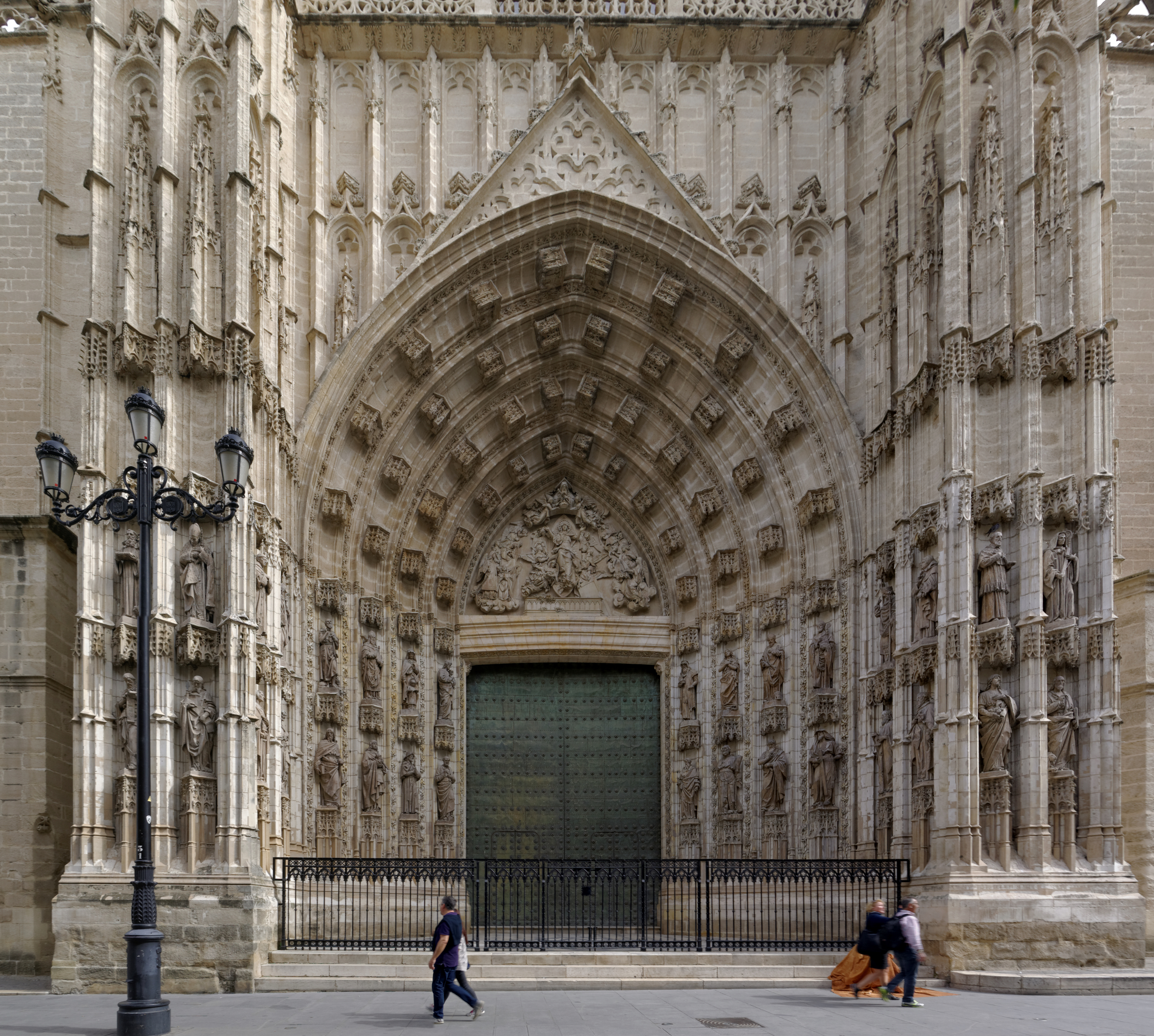
주 문
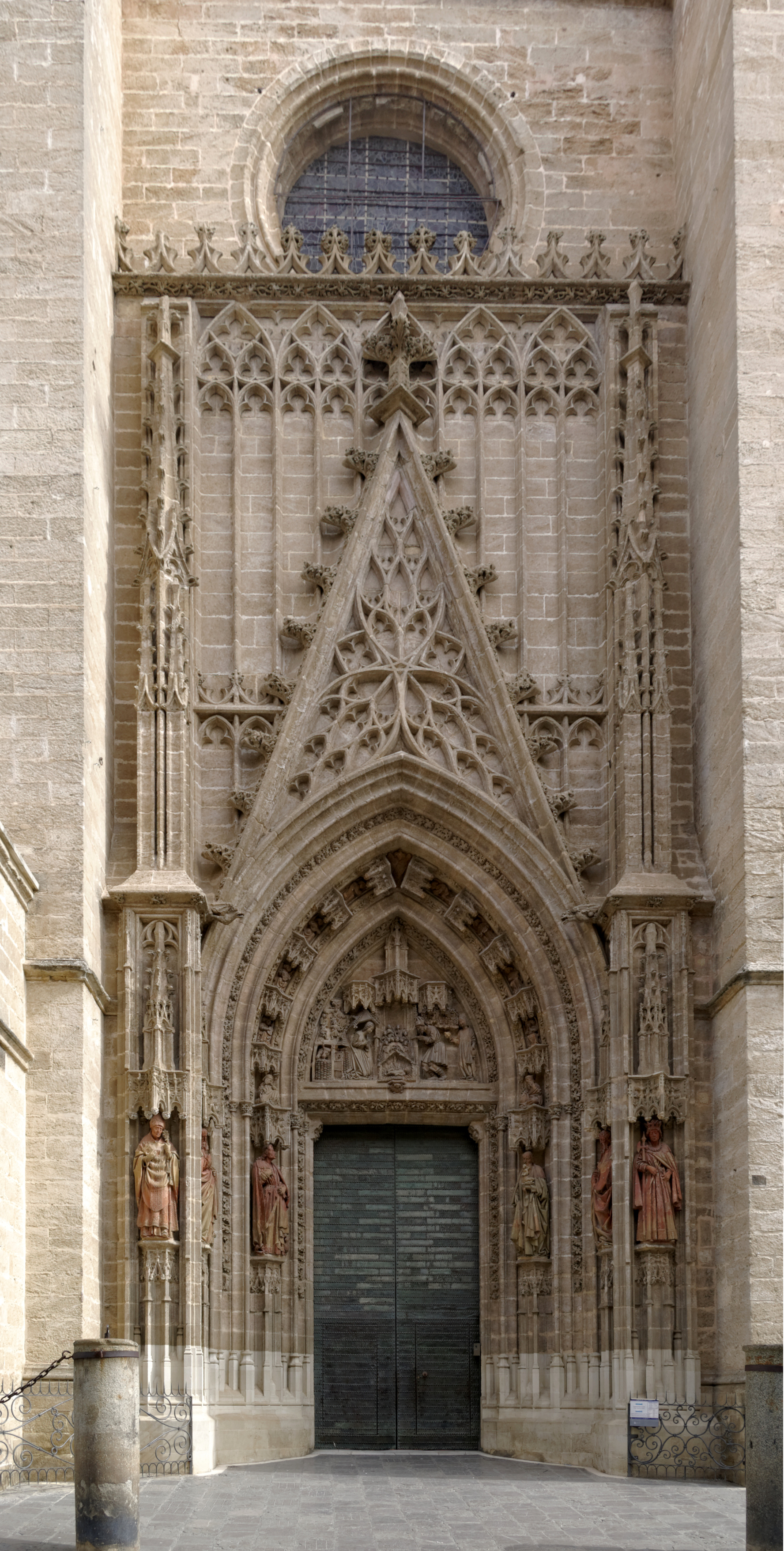
성 미구엘의 문
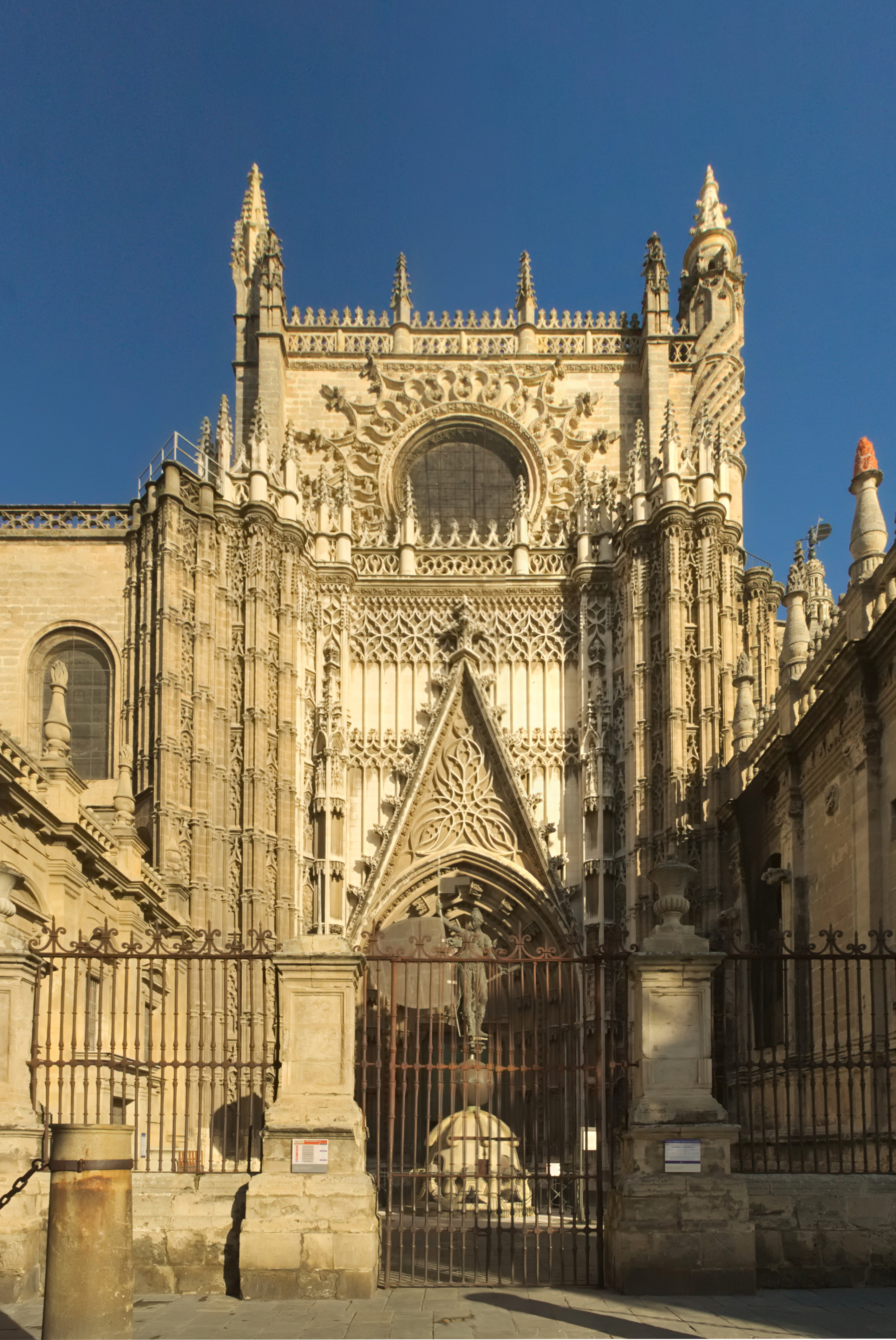
왕자의 문
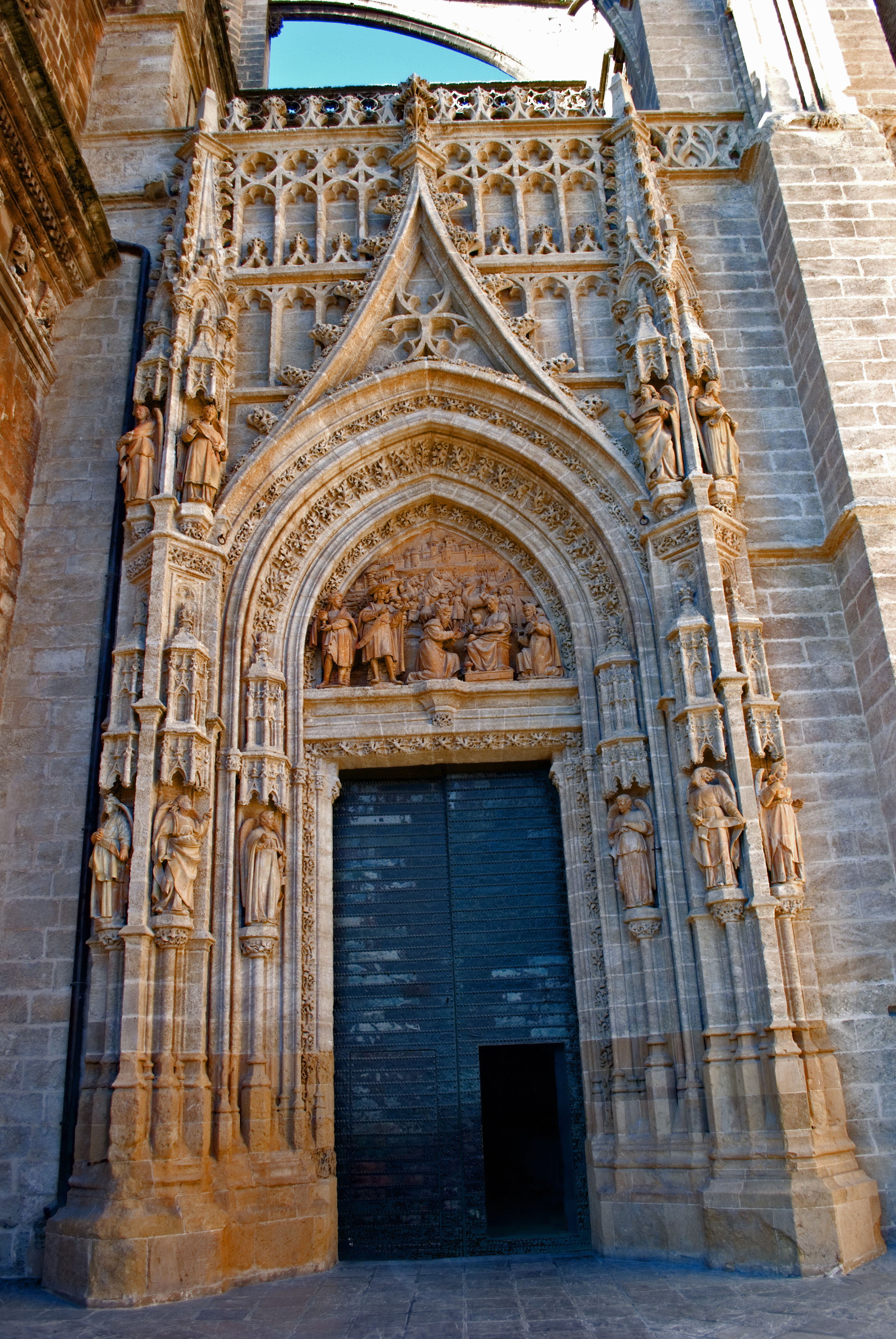
팔로스의 문
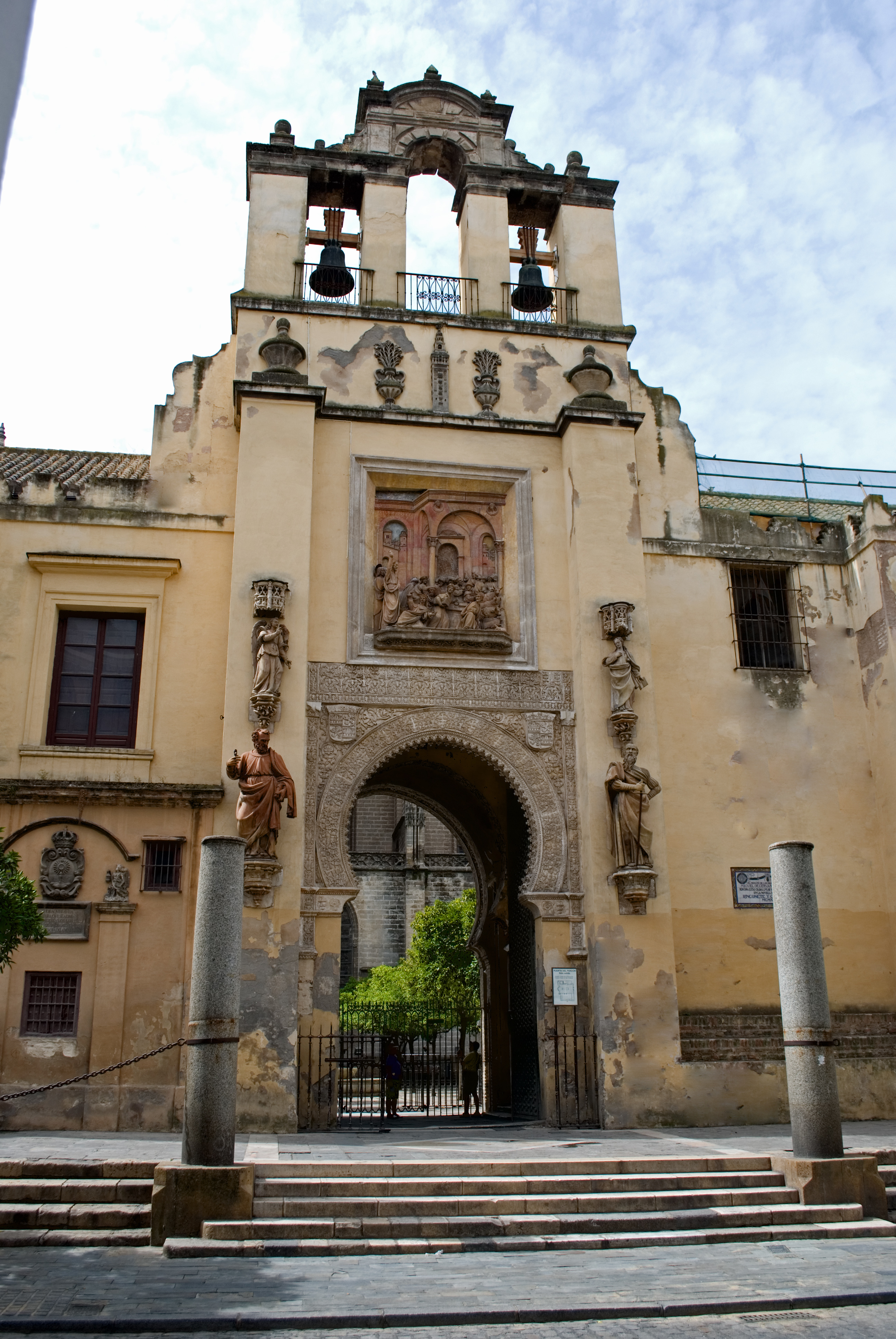
용서의 문

## 예배당

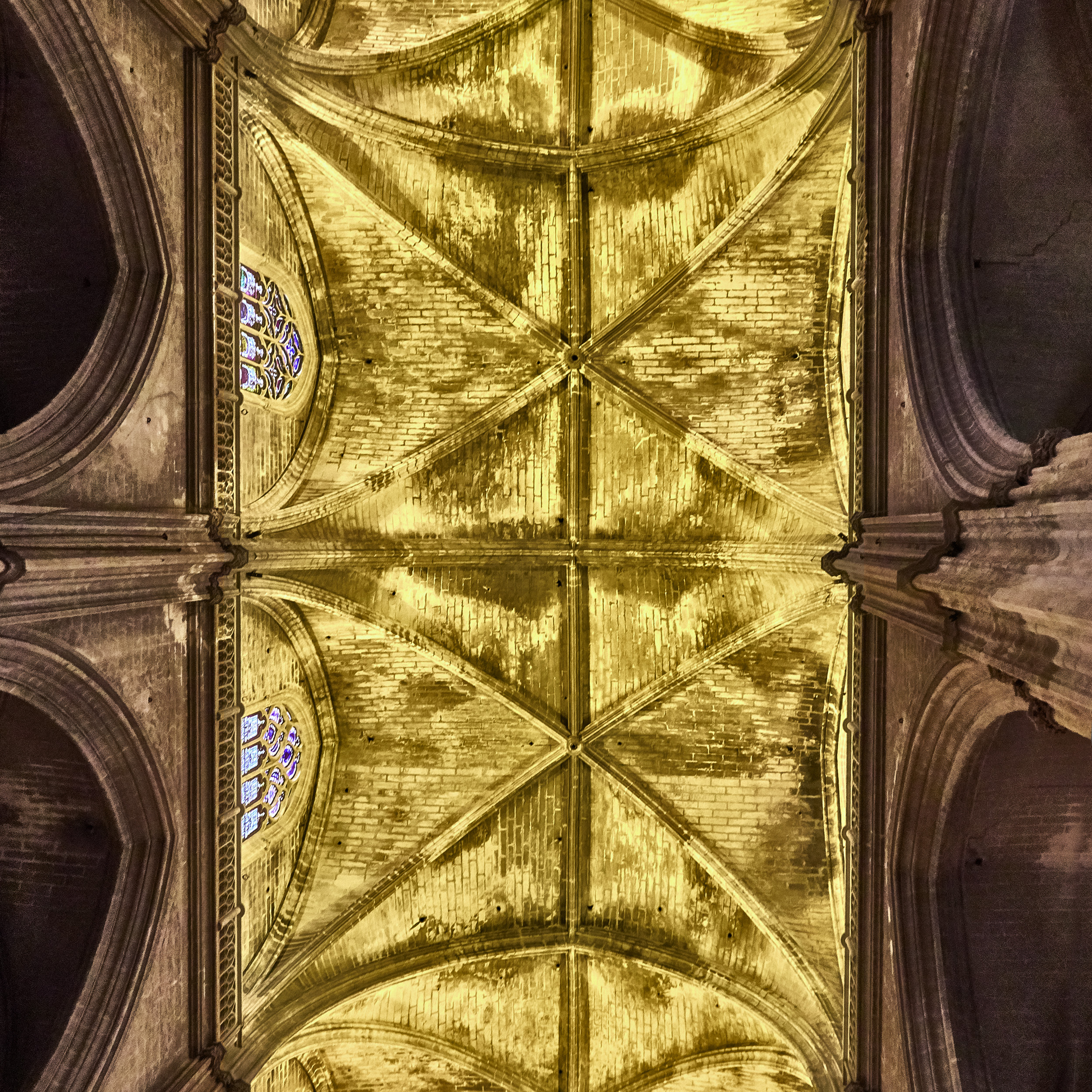
대성당 신랑의 황금 천장

대성당에는 왕실 전용 예배당을 포함, 총 80개의 예배당이 있다. 1896년에는 매일 500여 차례의 미사가 집전되기도 하였으며, 이들 중 성 안토니의 세례당에는 바르톨로메 에스테반 무리요의 '성 안토니의 환상'이 그려져 있다. 1874년 11월, 도둑들이 난입하여 이 그림의 일부를 떼갔다. 이후 1875년 1월, 미국 뉴욕 아트 갤러리에서 한 스페인 이민자가 세비야 대성당에서 없어진 정확히 똑같은 부분의 그림을 매매하려 시도했다. 그 자는 이 그림이 무리요의 진품이라고 주장했으며, 당시 갤러리의 주인이었던 헤르만은 250$에 작품을 사들인 다음, 스페인 외교당국에 연락하였고 이후 그림은 세비야 대성당으로 돌아왔다.